# Casa Aremberg

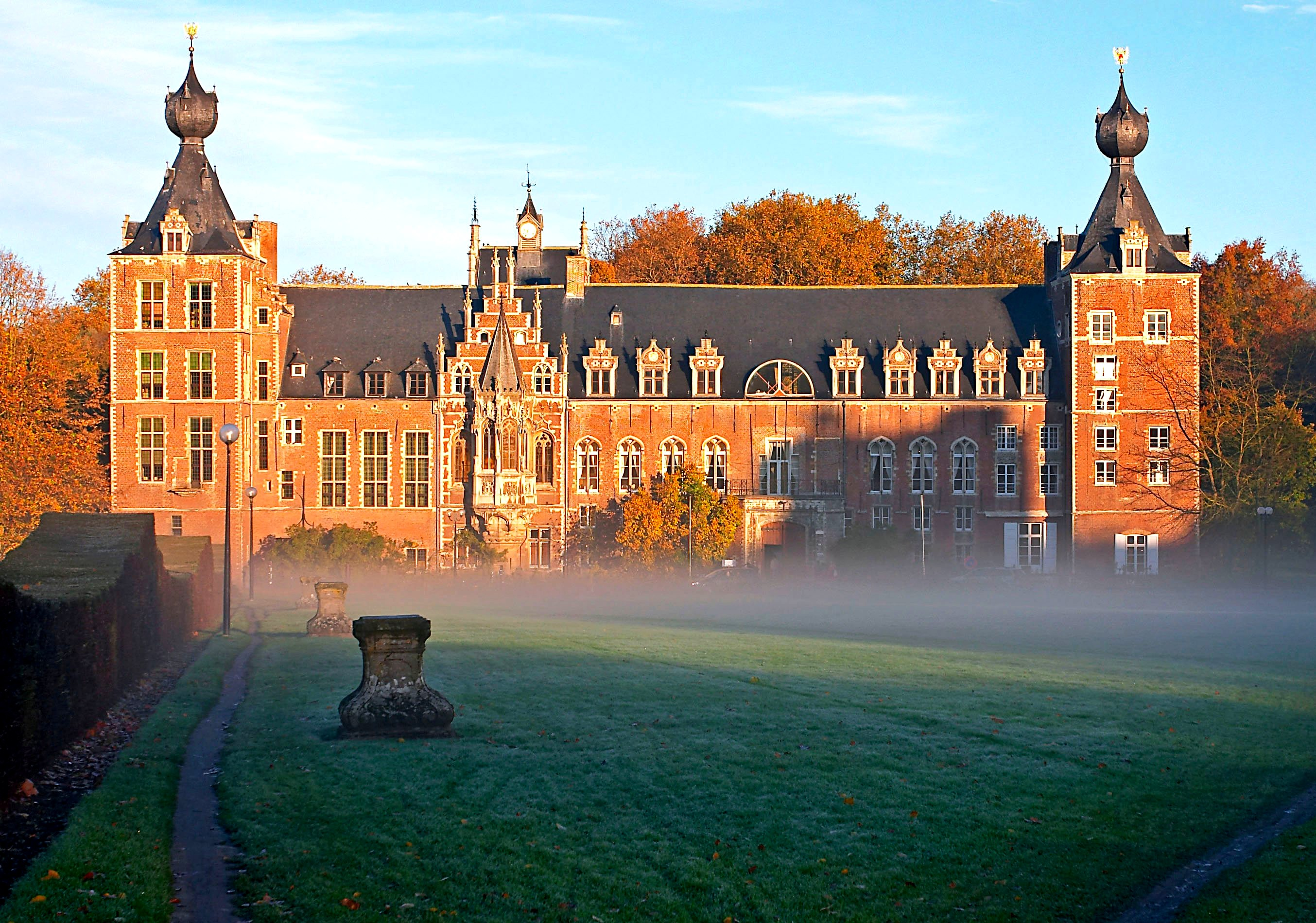
Casa Aremberg azi folosită de Universitatea Leuven, Belgia

Castelul Arenberg (Kasteel van Arenberg) este un castel care a aparținut unei familii nobiliare Arenberg din Eifelul de nord, Ahrweiler. Această familie rămasă fără urmași casa a ajuns în proprietatea familei nobiliare Ligne.

## Istoric
Pe acest teren a fost castelul domnilor Heverlee din secolul al XII-lea, însă această familie a devenit săracă și a trebuit să vândă terenul în 1445 familiei Croÿ din Picardia. Antoine I de Croÿ a demolat castelul medieval și a început lucrările de construire a actualului castel din 1455, pe care a distrus-o cu totul, afară de un singur turn. Nepotul său, William de Croÿ, a terminat lucrările la castel în 1515 și a întemeiat o mănăstire pe terenul castelului pentru Celestinele Benedictine. Stilul arhitectural este în mare parte tradițional flamand, cu rame de ferestre din gresie și ziduri de cărămidă, deși a fost modificat structural din 1515 și are elemente de arhitectură gotică, renascentistă și neo-gotică.